# Follansbee
Follansbee – miasto w Stanach Zjednoczonych, w stanie Wirginia Zachodnia, w hrabstwie Brooke.